# Didrik Fuiren (guldsmed)
 Der er flere personer med dette navn, se Didrik Fuiren.
Diderik Fuiren (Fyring) (fødseldata ukendt – 30. september 1603 i København) var en dansk guldsmed.
Hvor og når han er født, samt hvorledes hans første udvikling har været, kendes ikke. Men 1580 må han som gift mand antages at være bosiddende i Odense; hans datter Anna, der 1598, 18 år gammel, blev gift med guldsmed Jørgen Prytz i København, er nemlig født i Odense. 1581 trådte han med årlig løn i Frederik 2.’s tjeneste og er sikkert den betydeligste guldsmed her i landet på den tid. Da den nævnte konges døtre Elisabeth og Anna i 1588 og 1589 udstyredes til bryllup, havde han fuldt op at gøre, og ham betroedes det at forarbejde den endnu på Rosenborg bevarede pragtfulde krone, hvormed Christian 4. 1596 blev kronet. Samtidig med denne kroning flyttede han fra Odense til København, hvor han ligesom i Odense snart blev grundejer, og her døde han. Han var to gange gift: 1. med Margrethe Unkersdatter (af Jordbjergslægten) og 2. (vistnok 1593 med enken efter Fyns biskop Niels Jespersen, Else Hansdatter, datter af rådmand Hans Dinesen i Odense. Hun overlevede ham i 19 år (død 1623) og blev 3. gang gift med lægen Dr. Jens Mule i Odense: se Mule (adelsslægt). Hun skal have drevet en betydelig handel med guld, diamanter, perler og juveler, endogså på Moskva, og handlet med veksler på Frankrig, hvilket sikkert vil sige, at hun har fortsat en del af sin anden mands forretninger; sådan handel dreves nemlig almindelig af datidens guldsmede.

## Ekstern henvisning
- Didrik Fuiren på Kunstindeks Danmark/Weilbachs Kunstnerleksikon
- «Unkersønnerne - en fynsk adelsslægt der slog sig på købmandshandel», i: Personalhistorisk Tidsskrift 1986:2, s. 117-156 - og særlig s. 153 (tavle 2) hér: https://slaegtsbibliotek.dk/900278.pdf